# Lagoa de Lagos
Lagoa Lagos é uma lagoa que partilha o seu nome com a cidade de Lagos, Nigéria, a maior cidade da África, a sudoeste. O nome é português e significa 'lago', pelo que a denominação em inglês de "Lagos Lagoon" é um exemplo de um nome de lugar tautológico.

## Características físicas
A lagoa tem mais de 50 km de comprimento e 3 a 13 km de largura, separada do Oceano Atlântico por uma longa faixa de areia de 2 a 5 km de largura, com margens pantanosas no lado da lagoa. Sua área de superfície é de aproximadamente 6,354.7 km².  A lagoa é bastante rasa e não é atravessada navios, mas por barcaças e barcos menores.
A lagoa recebe a descarga do rio Ogum e do rio Oxum.